# 2016 في كندا
فيما يلي قوائم الأحداث التي وقعت خلال عام 2016 في كندا.

## أحداث
- 1 مايو – حريق فورت ماكموري 2016

## سياسة

### انتهاء فترة المنصب
- 26 أغسطس – ستيفن هاربر عضو مجلس العموم الكندي.

## رياضة
- 9 سبتمبر – جائزة كيبيك الكبرى للدراجات 2016 الفائزون بيتر ساجان، جريج فان أفرمت، أنتوني رو.
- 11 سبتمبر – جائزة مونتريال الكبرى للدراجات 2016 الفائزون بنجامين بيري، دييغو يليسي، بيتر ساجان، جريج فان أفرمت.

## أفلام
من الأفلام التي صدرت هذه السنة في كندا:
- 1 يناير – الساحرة من إخراج روبرت إغرز.
- 1 يناير – بروكلين من إخراج جون كرولي (مخرج أفلام).
- 1 يناير – راتشيت أند كلانك من إخراج كيفن مونرو.
- 1 يناير – سباق من إخراج ستيفن هوبكينز (كاتب).
- 1 يناير – ماي بيغ فات غريك ويدنغ 2 من إخراج كيرك جونز.
- 1 يناير – متتالية فرنسية من إخراج Michael Kuhn [الإنجليزية]‏، Saul Dibb [الإنجليزية]‏.
- 2 سبتمبر – ماودي من إخراج إيسلينغ والش.
- 16 أكتوبر – غرفة من إخراج ليني أبراهامسون.
- 26 ديسمبر – ريزدنت إيفل: ذي فاينال شابتر من إخراج بول أندرسون.

## برامج ومسلسلات وأنمي
- المسافرون
- حدود

## موسيقى

### ألبومات
من الألبومات التي صدرت هذه السنة في كندا:
- 25 نوفمبر – ستاربوي للمغني ذا ويكند

### أغاني
من الأغاني التي صدرت هذه السنة في كندا:
- 5 أغسطس – ليت مي لوف يو من غناء جاستن بيبر.
- 6 ديسمبر – حفلة الوحش من غناء ذا ويكند.

## وفيات

### يناير
- 2 يناير – مارسيل باربو (مواليد 1925) فنان كندي.
- 3 يناير – بول بلاي (مواليد 1932)
- 5 يناير – جان بول (مواليد 1938) سياسي كندي.
- 14 يناير – رينيه أنجليل (مواليد 1942)

### مارس
- 2 يناير – مارسيل باربو (مواليد 1925) فنان كندي.
- 13 مارس – هنري بوتر (مواليد 1920) ضابط بحري كندي.
- 22 مارس – روب فورد (مواليد 1969) سياسي كندي.
- 30 مارس – برنارد لامار (مواليد 1931) مهندس كندي.

### أبريل
- 16 أبريل – تشارلي هودج (مواليد 1933) لاعب هوكي جليد كندي.

### مايو
- 19 مايو – مورلي سافر (مواليد 1931)
- 20 مايو – جون ديفيد جاكسون (مواليد 1925) فيزيائي أمريكي.

### يونيو
- 10 يونيو – جوردي هوي (مواليد 1928) لاعب هوكي جليد كندي.
- 26 يونيو – جينو سوفران (مواليد 1924) لاعب كرة سلة كندي.

### يوليو
- 8 يوليو – وليام ماكنيل (مواليد 1917) مؤرخ كندي.
- 29 يوليو – لوسيل دومون (مواليد 1919)

### أغسطس
- 17 أغسطس – آرثر هيلر (مواليد 1923)

### سبتمبر
- 28 سبتمبر – جوزيف شاريك (مواليد 1920)

### أكتوبر
- 7 أكتوبر – دوغلاس بيترز (مواليد 1930) سياسي كندي.

### نوفمبر
- 7 نوفمبر – ليونارد كوهين (مواليد 1934)

### ديسمبر
- 13 ديسمبر – آلان ثيكي (مواليد 1947) ممثل أمريكي.
- 14 ديسمبر – ستيفن فينبيرج (مواليد 1942) إحصائي من الولايات المتحدة الأمريكية.